# ノイラミニダーゼ阻害薬
ノイラミニダーゼ阻害薬（ノイラミニダーゼそがいやく、Neuraminidase inhibitors）は細胞膜表面にあるノイラミニダーゼ（NA）を阻害する抗ウイルス薬の総称である。体内でのインフルエンザウイルスの増殖過程において、感染細胞からのインフルエンザウイルスの放出に必要なウイルス・ノイラミニダーゼを抑制することでインフルエンザウイルスを細胞内に閉じ込める。これによりパンデミックを予防できる。しかし、ノイラミニダーゼを持たないC型インフルエンザには無効である。M2蛋白阻害薬（アマンタジンなど）はA型インフルエンザのみ有効である。これに対しザナミビル（商品名：リレンザ）、オセルタミビル（商品名：タミフル）などはA型／B型インフルエンザの双方に有効である。

## 歴史
本来、ノイラミニダーゼ阻害薬はウイルスが出て行くことを阻害する。このため個体単位で見ると、投与時期が遅いと実験動物を助けるどころか死期を早めるため、研究者からは禁忌とされていた研究分野であった。しかし、パンデミック予防の観点からは、個を犠牲にしても、大流行を防ぐことができる点が注目され1970年代に研究が盛んになった。
1974年からシアル酸類似体である 2-デオキシ-2,3-ジデヒドロ-N-アセチルノイラミン酸（DANA）がノイラミニダーゼの抑制薬として存在した。それに加え、X線結晶構造解析により立体構造が明らかとなったノイラミニダーゼの立体構造をもとに、DANAの構造を基礎としてコンピュータ支援により分子を設計し、ノイラミニダーゼの活性部位に結合し、阻害する分子を設計した。これにより、1989年にビオタによりザナミビルが開発された。
1990年にグラクソ（現在のグラクソ・スミスクライン）にライセンス提供を行い、ザナミビル水和物ドライパウダー（商品名：リレンザ）として販売が行われた。ザナミビルは経口による生物学的利用能が低く、経口投与できなかったため、吸入剤としてリレンザが販売されていた。
1996年にギリアド・サイエンスが、経口投与ができるオセルタミビルを開発し、ロシュへライセンス提供を行い、リン酸オセルタミビル（商品名:タミフル）が発売された。リレンザはタミフル発売前にはノイラミニダーゼ阻害薬として唯一の薬剤であったが、吸入薬であることと、高価であることから、売り上げに関して限定的な成功にとどまっていた。
タミフルが市場販売された1999/2000年シーズンにおいては、アメリカ合衆国におけるノイラミニダーゼ阻害薬の市場は、それぞれ約半分ずつであったが、2004年にはリレンザの市場占有率は3%にまで落ち込み、タミフルが市場のほとんどを占めていた。しかしタミフルの若年者への処方が制限されたこと、2008/2009年のA/H1N1（ソ連）のほとんどがタミフル耐性を獲得したことなどにより、リレンザの処方は上向いていた。2010年1月にはラピアクタ、2010年10月にはイナビルが上市された。

## 作用機序
感染した細胞からインフルエンザウイルスが放出される際に必要となるノイラミニダーゼを阻害することにより、インフルエンザウイルス表面にあるヘマグルチニンと宿主細胞表面のシアル酸の結合を維持することで、インフルエンザウイルスが細胞から出て行くのを阻害する。そのため、感染初期のみで有効である。発症から48時間以降の場合、個体治癒効果はほとんどない。

## 適応
A型・B型インフルエンザの早期治療、予防。

## 高病原性トリインフルエンザ対策
H5N1型のトリインフルエンザは高病原性トリインフルエンザと称され、ヒトからヒトへの感染がおこるようになると、世界的な大流行（パンデミック）を起こす可能性があるとされている。これに対応するために、各国でノイラミニダーゼ阻害薬の備蓄が行われている。